# 타티야나 타라소바

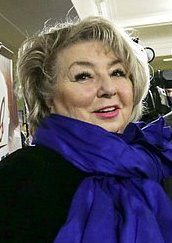
2018년 모습

타티야나 타라소바(Tatiana Tarasova, 본명: 타티야나 아나톨리예브나 타라소바, 러시아어: Татьяна Анатольевна Тарасова, 1947년 2월 13일 ~ )는 러시아의 피겨 스케이팅 코치이자 국가대표 피겨 스케이팅 팀 고문이다. 타라소바는 스케이팅 역사상 그 어떤 코치보다 더 많은 세계 챔피언과 올림픽 챔피언의 코치였다. 타라소바의 학생들은 4개의 올림픽 피겨 스케이팅 종목 중 3개 종목에서 총 8개의 올림픽 금메달을 획득했으며 유럽 및 세계 선수권 대회에서 41개의 금메달을 획득했다.

## 개인사
타티야나 타라소바는 유명한 아이스하키 코치인 아나톨리 타라소프의 딸로 5세 때 피겨 스케이팅을 시작했다. 2006년에 러시아로 돌아오기 전에 코네티컷 주 심즈버리에서 10년 이상을 살았다. 2011년 4월에 사망한 블라디미르 크라이네프의 미망인이다.

## 대회 경력
타라소바는 알렉산드르 티코미로프 및 게오르기 프로스쿠린과 페어 스케이팅에서 경쟁했다. 프로스쿠린과 함께 그녀는 두 번의 소련 국가 메달리스트였다. 그들은 1965년 세계 선수권 대회에서 7위, 1966년 유럽 선수권 대회에서 4위를 기록했다. 18세의 나이에 타라소바는 경력을 마감하는 부상을 입었다.

## 이후 경력
타라소바는 아버지의 권유로 19세에 코칭을 시작했다. 타라소바를 거쳐간 가장 주목할만한 학생들은 알렉세이 야구딘, 일리야 쿨리크, 안드레이 부킨, 예카테리나 고르데예바/세르게이 그린코프, 이리나 로드니나 등이 있다.
1980년대 중반 타라소바는 아이스 발레단인 러시안 올스타즈를 출범시켰다. 그녀는 코네티컷의 국제 스케이팅 센터인 Simsbury에서 10년 동안 코치를 하다가 2006년에 풀타임 코칭에서 은퇴하고 러시아로 돌아갔다고 발표했다.
그녀가 맡은 학생들은 다음을 포함한다.
- 아사다 마오
- 아라카와 시즈카
- 안드레이 부킨
- 사샤 코언
- 엘레네 게데바니슈빌리
- 예카테리나 고르데예바
- 브라이언 주베르
- 일리야 쿨리크
- 미셸 콴
- 에번 라이서첵
- 이리나 로드니나
- 아델리나 소트니코바
- 데니스 텐
- 조니 위어
- 알렉세이 야구딘